# Kızılcaağaç, Bucak
Kızılcaağaç là một xã thuộc huyện Bucak, tỉnh Burdur, Thổ Nhĩ Kỳ. Dân số thời điểm năm 2010 là 194 người.